# Folkwin von Reichenau
Folkwin, auch Kalcionius, Colcionius, Volkwin, († 16. März 858) war Abt des Klosters Reichenau (849–858).

## Leben
Auf Walahfrid Strabo folgte Folkwin als 13. Abt der Reichenau. Er wurde von Papst Leo IV. bestätigt und erhielt zugleich die Erneuerung der Privilegien des Reichenauer Klosters.
Bekannt als Reichenauer Konventsliste ist eine Liste mit 133 Namen und Erstgenanntem Abt Folkwin, als Bestandteil im Verbrüderungsbuch der Abtei Reichenau mit dem Titel Ordo Fratrum Insulanensium S(an)c(T)e Mariae, die eine besondere Verbindung mit dem Frauenkloster der Abtei San Salvatore in Brescia herausstellt.
Abt Folkwin war Teilnehmer der Ostfränkischen Reichssynode in Mainz, die König Ludwig der Deutsche unter Vorsitz des Mainzer Erzbischofs Hrabanus Maurus im Jahre 852 abhielt.
Folkwin starb am 16. März 858 im Abtsamt.